# Земляная крепость в Усть-Ижоре
Земляная крепость в Усть-Ижоре — земляное укрепление в Усть-Ижоре (Колпинский район Санкт-Петербурга) на месте Невской битвы 1240 года, сразу после основания Петербурга, в 1703—1704 гг. включённая в ряд полевых укреплений на южном берегу Невы, составлявших укреплённую линию для защиты дорог от проникновения шведских отрядов.
Предположительно, первое укрепление на этом месте было построено шведами в 1656-1661 годах. Археологически обследовано П. Е. Сорокиным в 1989 г., на реконструкции которого указано наличие ложементов. Строительство петровской крепости на месте позднесредневекового поселения обычно относят к 1707 году. Помятуя о шведских рейдах начального периода Северной войны, русские власти довольно долго поддерживали боеспособность укреплений. Однако, в аннотации к плану Афанасьева 1760 года указано, что крутины обвалились, а мосты разрушены. На плане Федора Стрельникова того же 1760 года указано, что из крепости можно брать землю для подсыпки сада бывшей Меншиковской усадьбы. Остатки земляных укреплений оставили след в петербургской топонимике, дав название улице Бугры.

## Описание
Крепость была описана А. И. Богдановым в «Описании Санкт-Петербурга» (1749—1751 гг.) как «земляная фортеция о четырёх бастионах, с вооружённою артиллериею, которая и поныне вся видна стоит». Крепость детально изображена на плане Усть-Ижоры 1760 гг. «План места где бывшаго князя Меншикова сад был», архитектории ученика Ивана Афанасьева.
На территории крепости в 1990-х разбит сквер, проводятся исторические реконструкции.